# Nihoa aussereri
Espèce
Synonymes
- Idiommata aussereri L. Koch, 1874

Nihoa aussereri est une espèce d'araignées mygalomorphes de la famille des Barychelidae.

## Distribution
Cette espèce est endémique des Palaos.

## Description
La femelle décrite par Raven en 1994 mesure 22 mm.

## Publication originale
- L. Koch, 1874 : Die Arachniden Australiens. Nürnberg, vol. 1, p. 473-576 (texte intégral).